# Iguaçu (rivier)
De Iguaçu (Spaans: Río Iguazú, Portugees: Rio Iguaçu) is een zijrivier van de Paraná rivier in centraal Zuid-Amerika. Ze stroomt door Brazilië en Argentinië over een afstand van ongeveer 1.320 kilometer. De naam Iguaçu komt voort uit het Guaraní, een Braziliaanse indianentaal, uit de woorden "y guasu" wat "de grote wateren" betekenen.

## Ligging
De oorsprong van de Iguaçu-rivier ligt in Serra do Mar (Bergen aan de zee), op de hoogvlakte van Curitiba in de staat Paraná, Brazilië. De rivier heeft een lengte van ruim 1.320 kilometer, waarvan ze ongeveer 1.205 kilometer aflegt in Paraná, Brazilië en 115 kilometer in Misiones, Argentinië. Ze heeft een stroomgebied van 72.637,5 km², ongeveer ter grootte van België en Zwitserland samen en is rijk aan vis. Onderweg stroomt de bochtige rivier door verschillende Braziliaanse berglandschappen en een brede vallei met stroomversnellingen. In Argentinië ontvangt ze een kleine zijrivier, de San Antonio-rivier. Uiteindelijk mondt de Iguaçu-rivier uit in de Paraná-rivier vlak bij de stad Foz do Iguaçu op het drielandenpunt van Brazilië, Argentinië en Paraguay. Ongeveer 23 kilometer stroomopwaarts bevinden zich de Iguaçu watervallen, die deel uitmaken van het Unesco Werelderfgoed.
Het water van de Iguaçu-rivier en de Paraná-rivier mengen niet gelijk. Dit kan worden bepaald op basis van kleurverschillen tussen de twee rivieren. Het water van de Iguaçu-rivier staat bekend als heel helder en (tegenwoordig) schoon water met een donkergroene, soms rode, reflectie.